# وادار دیواری
1. لنگر
2. سرگاه پنجره
3. صفحه رویی / صفحه دیوار بالایی
4. آستان پنجره
5. وادار
6. صفحه آستان / صفحه زیره / صفحه پایین

یک بخش دیوار معمولی در چارچوب‌بندی سکو

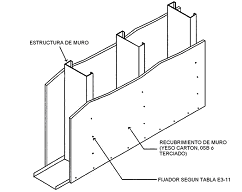
وادارهای فولادی در یک دیوار

وادار دیواری یک عضو چارچوب‌بندی پی‌درپی عمودی در دیوار ساختمان با مقطع کوچکتر از تیرک است. این یک عنصر اساسی در ساخت چهارچوب است.

## ریشه‌شناسی
Stud یک کلمه باستانی مربوط به کلمات مشابه در انگلیسی باستان، نورس قدیم، آلمانی میانه بالا و قدیمی توتونیک است که عموماً به معنای حمایت یا پشتیبانی است. واژگان تاریخی دیگر با معنای مشابه عبارتند از تربیع و ابعادزنی (یک معنی به معنای چوب کوچکتر است، نه لزوماً همان کاربرد). تیرچوبی یک اصطلاح عامیانه برای چارچوب‌بندی چوبی (الوار) و «درخت الوار» (تنه درخت برای استفاده به عنوان چوب (الوار) مناسب). بنابراین، نام‌های "تیرچوبی و سکو"، "چوب و چهارچوب"، "چوب و جعبه"، یا به سادگی چهارچوب چوبی. ارتفاع واداری معمولاً ارتفاع سقف را تعیین می‌کند، بنابراین می‌گوید: "... این اتاق‌ها معمولاً واداری بالایی داشتند…"